# Villeneuve-Saint-Salves
Villeneuve-Saint-Salves è un comune francese di 260 abitanti situato nel dipartimento della Yonne nella regione della Borgogna-Franca Contea.

## Società

### Evoluzione demografica
Abitanti censiti